# Jean-Richard Goubie
Pour les articles homonymes, voir Goubie.
Jean-Richard Goubie, né le 12 janvier 1842 à Paris et mort le 5 septembre 1899 dans le 17e arrondissement de Paris, est un peintre et illustrateur français.

## Biographie
Jean-Richard Goubie est l'élève de Jean-Léon Gérôme à l'École des beaux-arts de Paris.
Dès 1869, il expose ses œuvres au Salon de Paris jusqu'à son décès. Il rencontre rapidement le succès avec son Relais au Bois qui l'orienter vers la peinture animalière.
Ces nombreuses toiles évoquent des paysages de campagne très verdoyants et fleuris, dans lesquels évoluent le plus souvent des chevaux en liberté où montés par d'élégants cavaliers ou cavalières du monde aristocratique ou bourgeois. La nature est sereine et omniprésente. 

## Galerie

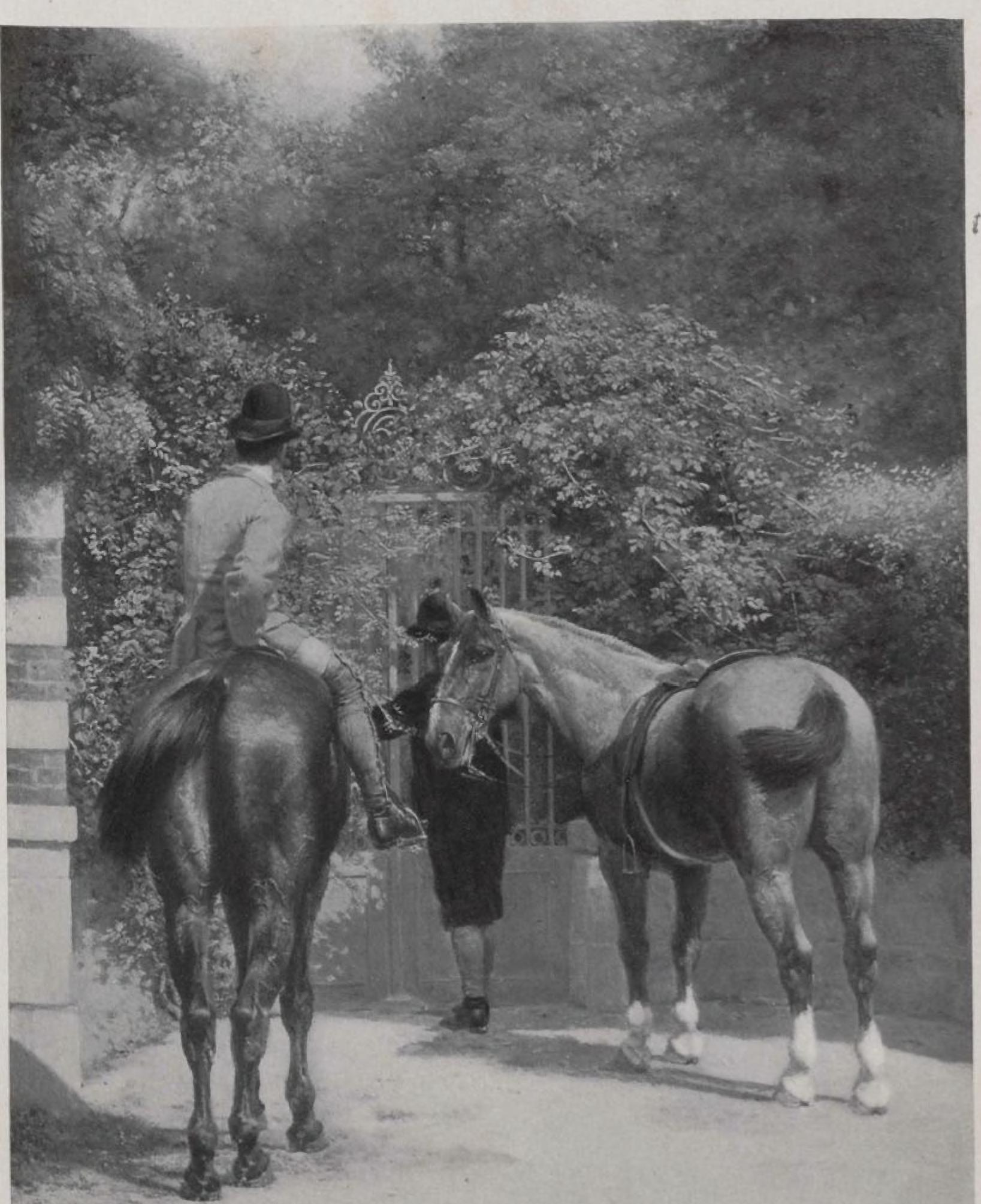
L'Arrivée